# Pleasures of the Flesh
Pleasures of the Flesh – drugi album studyjny amerykańskiego zespołu thrash metalowego Exodus wydany 7 października 1987 roku. Jest to pierwszy album z udziałem wokalisty Steve'a Souzy, który zastąpił Paula Baloffa.

## Lista utworów
1. "Deranged" – 3:46
2. "Til Death Do Us Part" – 4:50
3. "Parasite" – 4:55
4. "Brain Dead" – 4:15
5. "Faster than You'll Ever Live to Be" – 4:26
6. "Pleasures of the Flesh" – 7:37
7. "30 Seconds" – 0:40
8. "Seeds of Hate" – 4:57
9. "Chemi-Kill" – 5:46
10. "Choose Your Weapon" – 4:52

## Twórcy
- Steve Souza – wokal
- Gary Holt – gitary
- Rick Hunolt – gitary
- Rob Mckillop – gitara basowa
- Tom Hunting – perkusja